# Tridenchthonius serrulatus
Tridenchthonius serrulatus är en spindeldjursart som först beskrevs av Filippo Silvestri 1918.  Tridenchthonius serrulatus ingår i släktet Tridenchthonius och familjen Tridenchthoniidae. Inga underarter finns listade i Catalogue of Life.